# Мутонно
Мутонно́ (фр. Moutonneau) — коммуна во Франции, находится в регионе Пуату — Шаранта. Департамент — Шаранта. Входит в состав кантона Манль. Округ коммуны — Конфолан.
Код INSEE коммуны — 16238.
Коммуна расположена приблизительно в 370 км к юго-западу от Парижа, в 80 км южнее Пуатье, в 30 км к северу от Ангулема.

## Население
Население коммуны на 2008 год составляло 102 человека.
| 1962 | 1968 | 1975 | 1982 | 1990 | 1999 | 2008 |
| ---- | ---- | ---- | ---- | ---- | ---- | ---- |
| 100  | 108  | 133  | 116  | 121  | 123  | 102  |

## Администрация
| Период | Период | Фамилия     | Партия | Примечания |
| ------ | ------ | ----------- | ------ | ---------- |
| 2001   | 2008   | Жан-Клод Бо |        |            |
| 2008   |        | Натали Бо   |        | фермер     |

## Экономика
В 2007 году среди 62 человек в трудоспособном возрасте (15—64 лет) 40 были экономически активными, 22 — неактивными (показатель активности — 64,5 %, в 1999 году было 82,2 %). Из 40 активных работали 35 человек (17 мужчин и 18 женщин), безработных было 5 (2 мужчины и 3 женщины). Среди 22 неактивных 1 человек был учеником или студентом, 13 — пенсионерами, 8 были неактивными по другим причинам.

## Фотогалерея

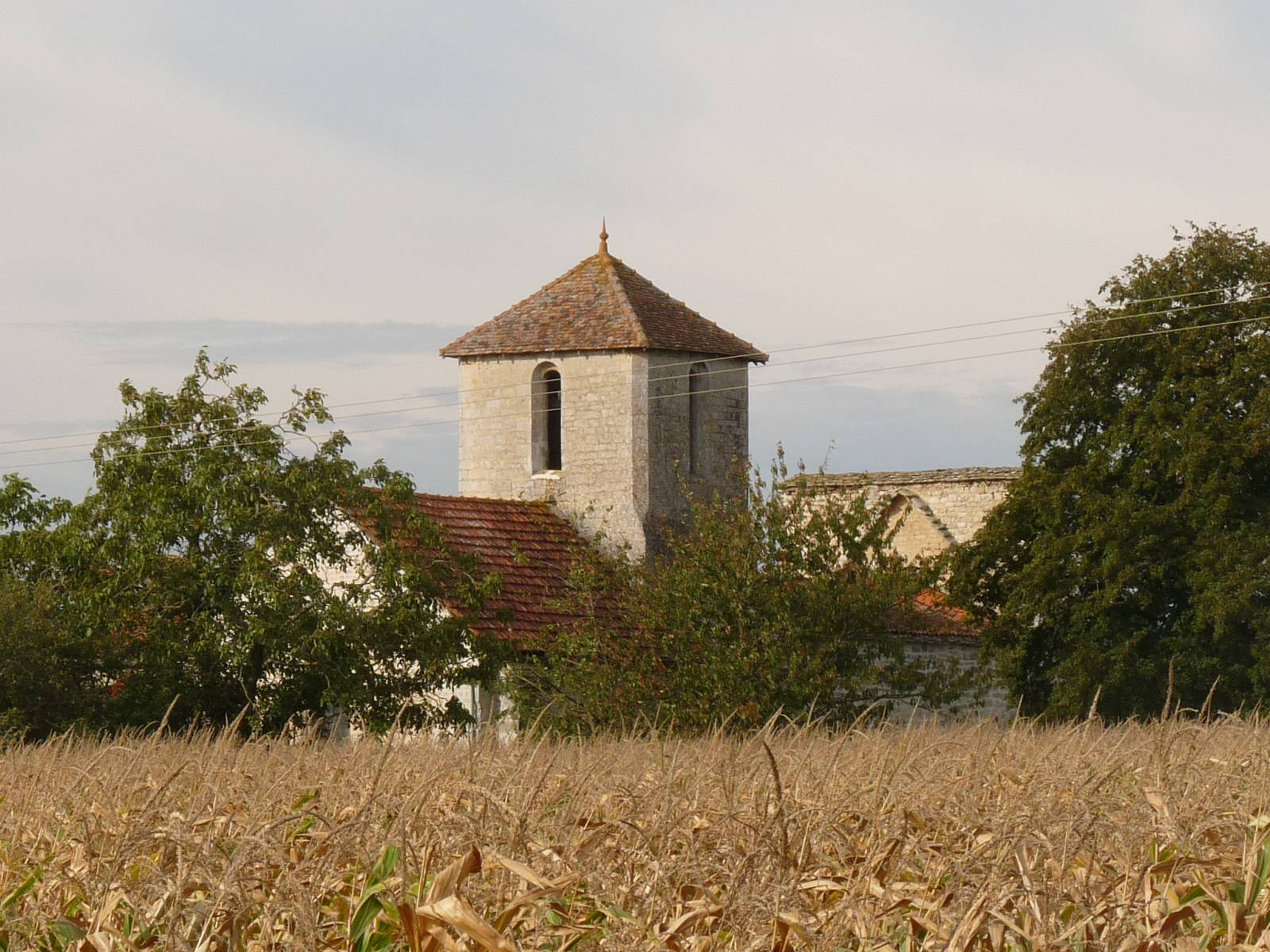
Церковь
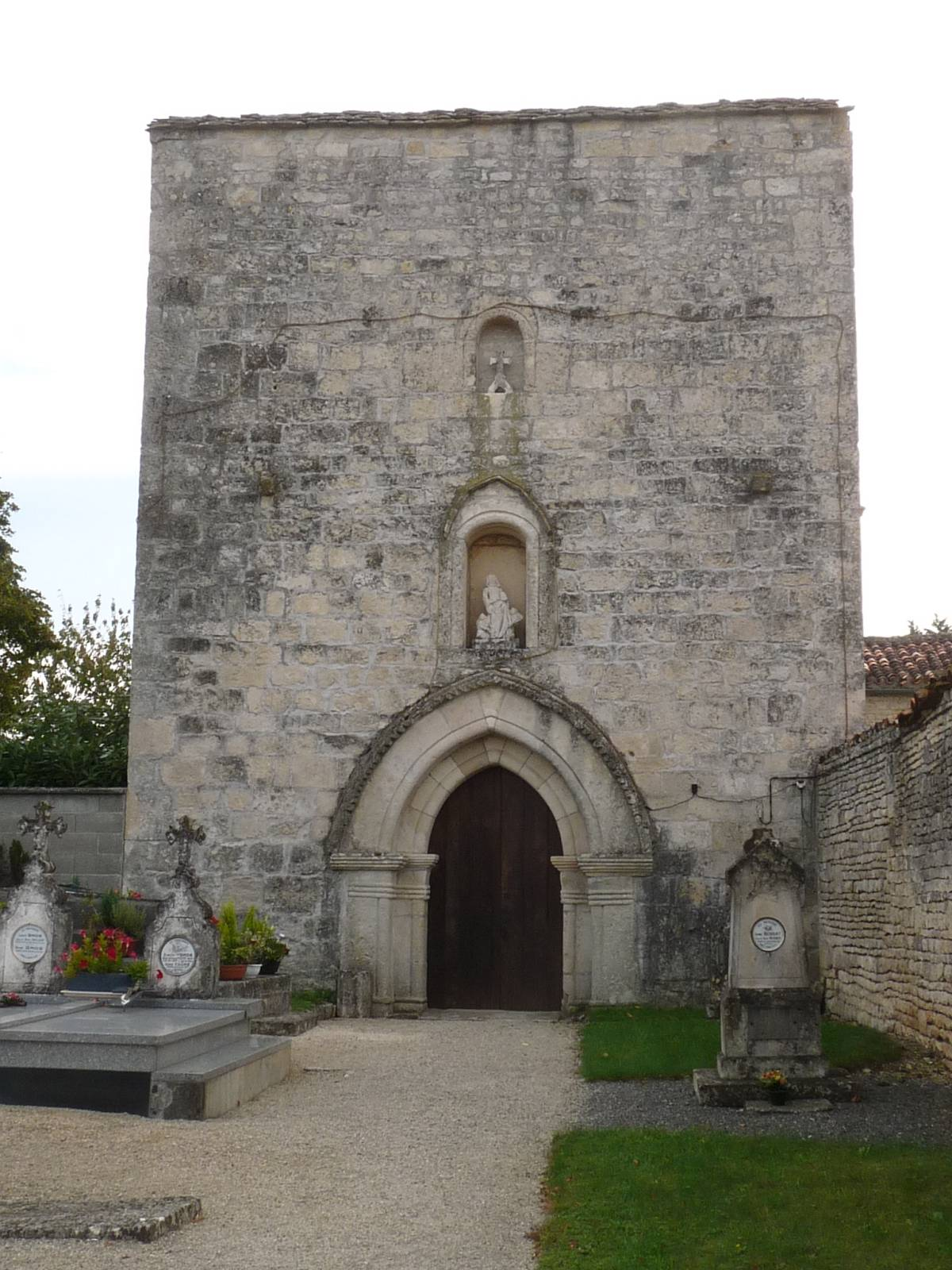
Церковь
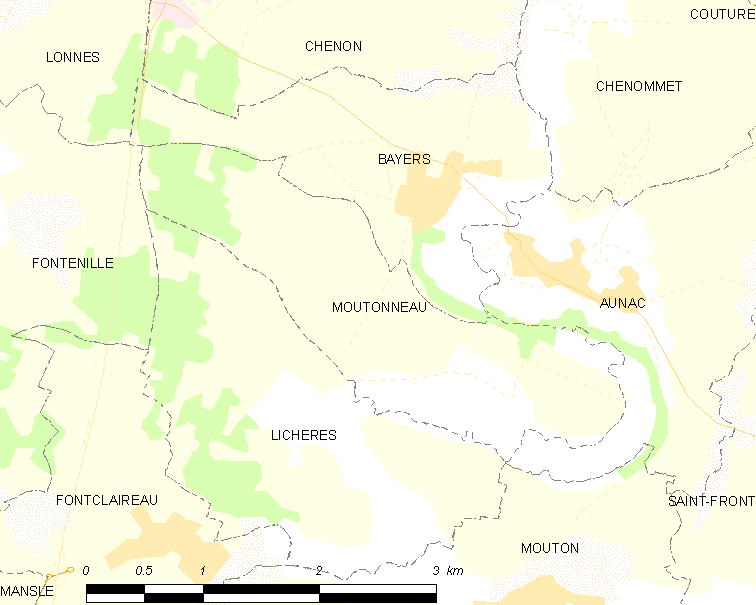
Карта коммуны